# Farida

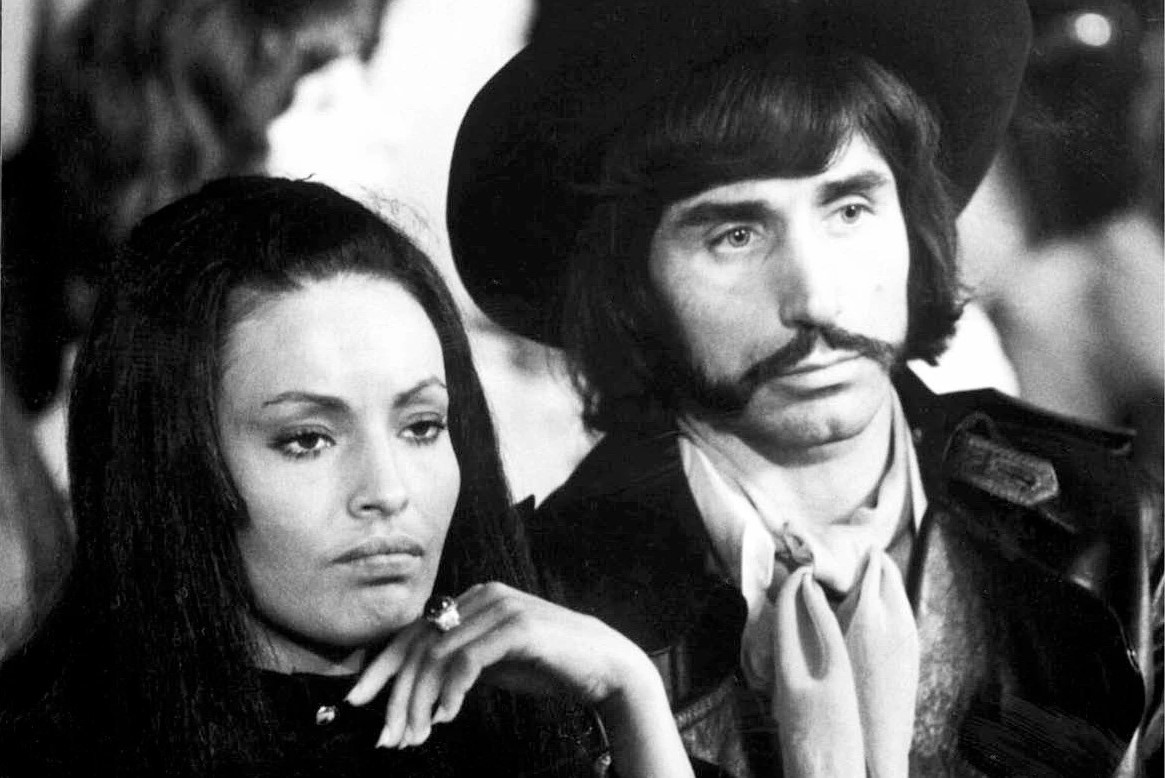
Farida nel 1970.

Farida, pseudonimo di Concetta Gangi (Catania, 26 settembre 1946 – Taormina, 30 settembre 2024), è stata una cantante italiana.

## Biografia
Nasce a Catania da padre italiano e madre egiziana. Dopo aver partecipato a vari concorsi canori con lo pseudonimo di Ketty Gangi, approda nel 1966 al Festival degli sconosciuti di Ariccia, dove guadagna l'attenzione dei discografici per le sue interpretazioni e per le sue doti vocali.
La prima incisione, nel 1968, è Su per giù Superman. Si tratta del lato A di un 45 giri curato da Ruggero Cini per la colonna sonora del film 3 Supermen a Tokio. Nello stesso anno ottiene il primo significativo successo di pubblico con brani come Non dirmi niente, Io per lui e La voce del silenzio, adottando definitivamente lo pseudonimo di Farida. Negli spettacoli che tiene al Piper Club di Roma si dedica all'interpretazione di brani di cantautori come Mikīs Theodōrakīs, Charles Aznavour e Luigi Tenco, e di interpreti rock come Janis Joplin.
Nel 1970 partecipa al Cantagiro con il brano Pensami stasera. Nel corso della manifestazione viene notata dal cantautore polacco Czesław Niemen, che la invita al Festival internazionale della canzone di Sopot. In seguito a questa partecipazione la cantante acquisirà popolarità anche nei paesi dell'Europa orientale.
Nel 1979, in Italia, partecipa allo spettacolo Erozero, nel corso del quale accompagna con le sue canzoni il personaggio della Donna, sorta di dea-madre che richiama il protagonista all'autenticità dei valori di fronte al caos della modernità.
Nel 1981 realizza il minialbum Complicità, prodotto da Renato Zero, con quattro brani (Basta, Sì o no, Mentirò, Mister Uomo) e arrangiamenti di Ruggero Cini.
Nel 1983 l'artista siciliana lavora a una nuova collaborazione con Franco Battiato e Giusto Pio. La PolyGram lancia sul mercato un singolo contenente i brani Rodolfo Valentino e Oceano Indiano, approfittando del passaggio televisivo in un programma di successo in quel periodo: Discoring. Da questo momento la cantante si ritira dalle scene discografiche.
Nel 1984 partecipa al Miccio Canterino con il brano Formula uno.
Nel 1997, dopo vari anni di silenzio, viene invitata da Paolo Limiti alla sua trasmissione Ci vediamo in TV, dove presenta il brano Bambola.
Nel 1999 torna con uno spettacolo dal titolo "Tra melodia e rock" diviso in due parti: nella prima l'interprete canta i suoi vecchi brani melodici affiancandoli ad evergreen come Col tempo (Léo Ferré) ed Io che amo solo te (Sergio Endrigo); nella seconda promuove invece i suoi nuovi brani di stampo più rock, tra i quali Eccoci qua ed Abbrutita, contenuti nel CD Trasferimento d'immagine.
Il 2000 è l'anno dei concerti tenuti a Las Vegas con il tenore Pietro Ballo.
Il 2001 è l'anno del tour "Trasferimento d'immagine". Prepara poi un tributo a Janis Joplin che presenta all'Estate Romana.
Inizia una nuova collaborazione con Walter Farina nel 2003 che vedrà Walter e Farida in un Tour Teatrale dove i due artisti duetteranno in brani editi ed inediti, Walter Farina produce per lei le nuove versioni acustiche di Vedrai, vedrai (Tenco), Io per lui (Crewe-Gaudio), Caruso (Dalla), L'istrione (Aznavour), Non andare via (Brel), nasce così il CD Decisamente complici che contiene anche la nuova versione/duetto di Basta (brano precedentemente scritto e prodotto da Renato Zero). La collaborazione tra Walter Farina e Farida continua negli anni e proprio nel 2009 i due artisti sono ospiti ad una manifestazione polacca dove torneranno nei mesi di settembre ed ottobre, di quell'anno, per una tournée teatrale.
Nel dicembre del 2008 Farida interpreta il ruolo di Ester nel film Un attimo sospesi di Peter Marcias con Paolo Bonacelli, Fiorenza Tessari e Nino Frassica.
Muore a Taormina, dopo una breve malattia, il 30 settembre 2024 all'età di 78 anni.

## Discografia

### Album
- 1970 - Farida
- 1999 - Trasferimento d'immagine
- 2002 - Decisamente complici (con Walter Farina)

### EP
- 1981 - Complicità

### Singoli
- 1968 - Su per giù Superman/Fanfara, fanfara... fanfara?
- 1968 - Io per lui/Il pianoforte
- 1969 - La tempesta/Lui è un angelo
- 1969 - Vedrai, vedrai/Una vita di più
- 1970 - Pensami stasera/L'anima
- 1975 - Fumo di legna/Soli
- 1978 - Rabbia/Io (come "Luna")
- 1979 - Il mago delle nuvole/Io donna (split con Yo Yokaris)
- 1979 - Io donna/Al limite di noi
- 1983 - Rodolfo Valentino/Oceano Indiano